# 乔丹山站

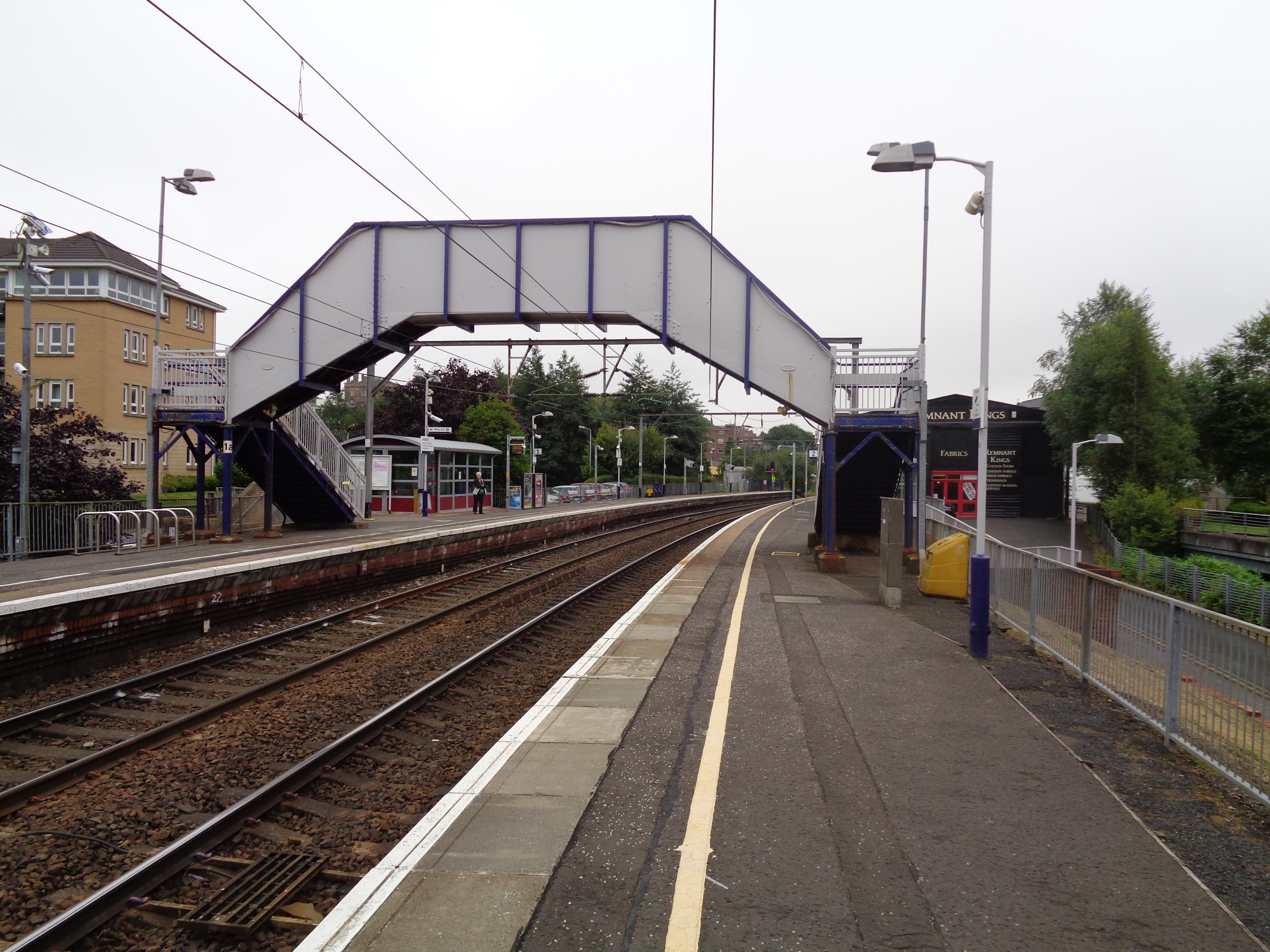

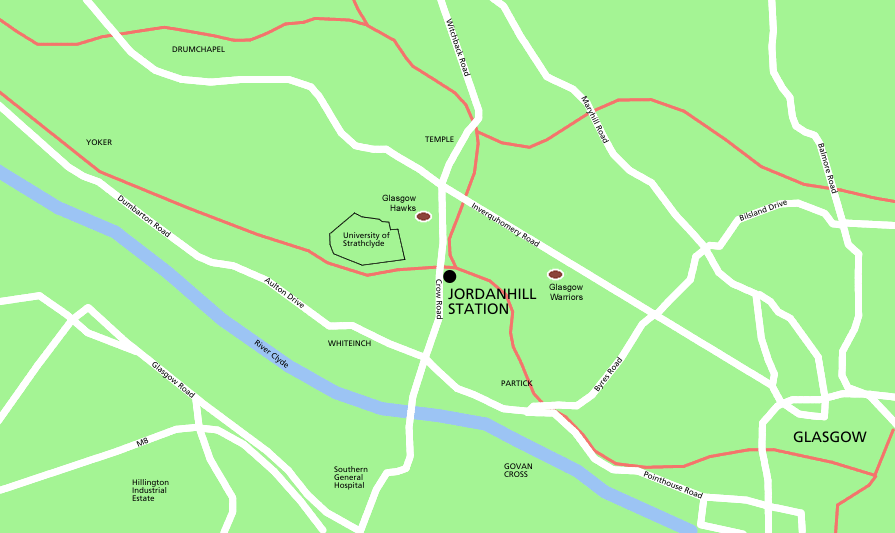
Jordanhill車站的位置圖

喬丹山站（英語：Jordanhill railway station）是位於英國蘇格蘭格拉斯哥市喬丹山，在阿蓋爾線及北克萊德線上的一個火車站，於1887年啟用。

## 外部連結
- (PDF).   [2024-10-30]. （原始内容 (PDF)存档于2023-04-04）. (893 KB)
- Station facilities （页面存档备份，存于） from First ScotRail
- RailScot: Glasgow, Yoker and Clydebank Railway （页面存档备份，存于）
- Map of rail area from Sustrans (UK)
- Picture of the station in 1953 （页面存档备份，存于）